# A. Bertram Chandler
A(rthur) Bertram Chandler (28. března 1912, Aldershot, Anglie – 6. června 1984, Sydney, Austrálie) byl britsko-australský námořní důstojník obchodního loďstva a spisovatel science fiction, jeden z autorů období tzv. Zlatého věku sci-fi.

## Život
Narodil se roku 1912 v Aldershotu v Hampshire v Anglii v rodině vojáka. Vystudoval Sir John Leman High School v Suffolku. Roku 1928 odešel na moře a postupně se vypracoval na námořního důstojníka obchodního loďstva. Během druhé světové války působil jako dělostřelecký důstojník na vojenských lodích, v New Yorku se seznámil Johnen Woodem Campbellem a začal v jeho časopise Astounding Stories publikovat své první povídky. Roku 1956 se přestěhoval do Austrálie, získal tamní občanství a plavil se jako důstojník na australských a novozélandských obchodních lodích. Zemřel roku 1984 v Sydney.
Napsal přes dvě stě povídek a více než čtyřicet románů, jednak pod svým vlastním jménem, jednak pod různými pseudonymy, nejčastěji jako Paul T. Sherman a George Whitley. Získal čtyřikrát australskou cenu Ditmar: jednak roku 1971 za povídku The Bitter Pill a pak za romány False Fatherland (roku 1969), The Bitter Pill (roku 1975) a The Big Black Mark (roku 1976).

## Dílo

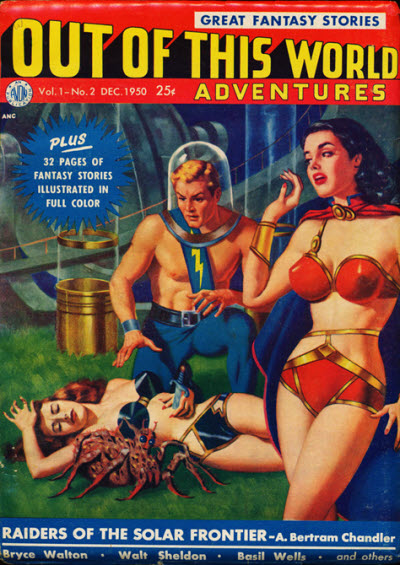
Obálka časopisu Out of This World Adventures z roku 1950 s autorovou povídkou Raiders of the Solar Frontier.

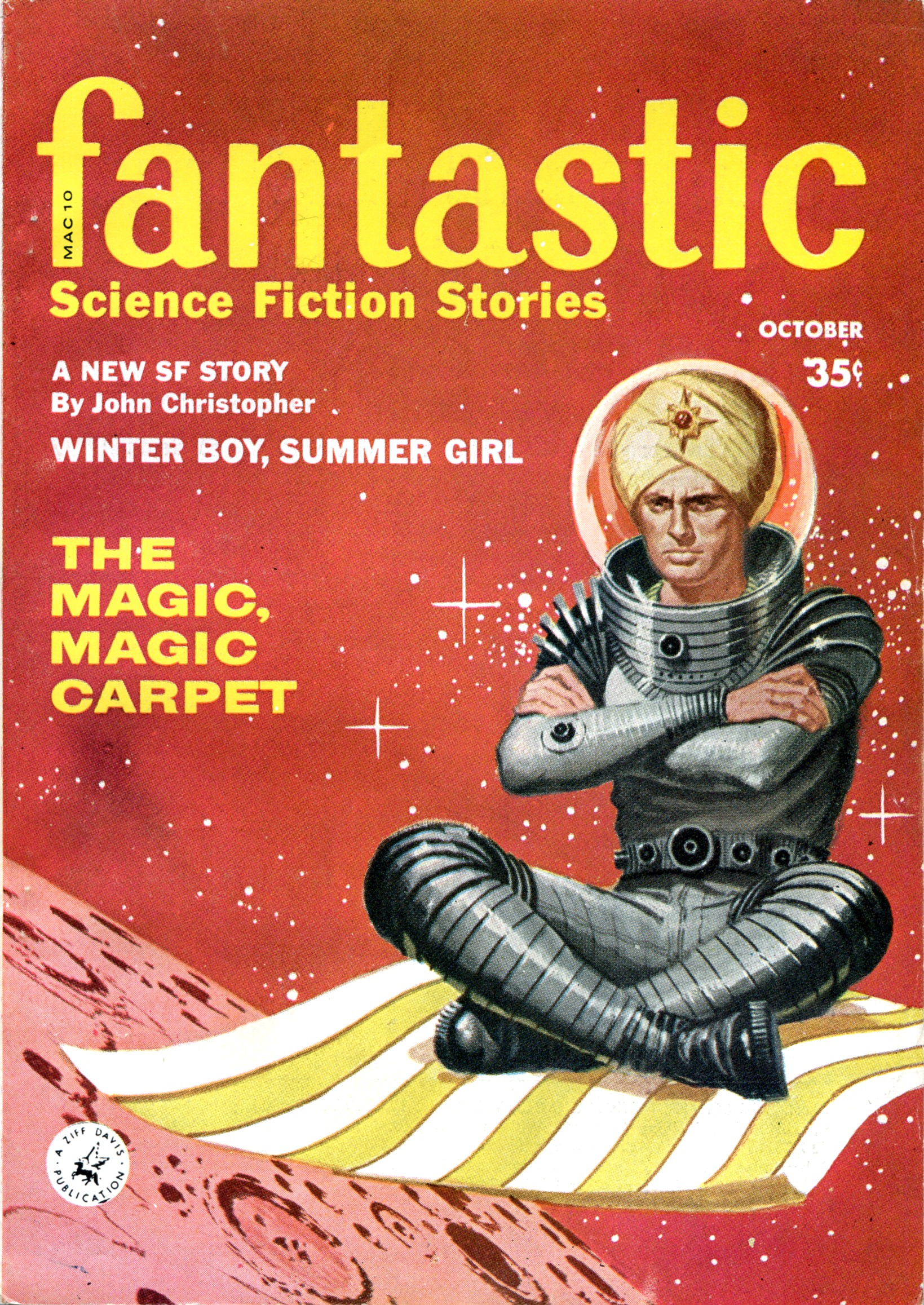
Obálka časopisu Fantastic Science-Fiction z roku 1959 s autorovou povídkou The Magic, Magic Carpet.

### Povídky (výběr)
- This Means War! (1944), první autorova sci-fi povídka.
- The Golden Journey (1945).
- Giant Killer (1945), autorova nejznámější povídka.[2]
- Special Knowledge (1946), povídka byla roku 1964 rozšířena na román The Deep Reaches of Space.
- Raiders of the Solar Frontier (1950).
- Finishing Touch (1952), jako Paul T. Sherman.
- Final Voyage (1953), jako George Whitley.
- The Cage (1957, Klec).
- The Half Pair (1957, Polovina páru).
- Wet Paint (1959).
- The Magic, Magic Carpet (1959)
- The Outsiders (1959), povídka byla roku 1963 rozšířena na román The Ship From Outside.
- The Bitter Pill (1970), za tuto povídku, která byla roku 1974 rozšířena na román, získal autor cenu Ditmar.
- The Sleeping Beast (1978, Spící netvor).

### Sbírky povídek
- Catch the Star Winds (1969).
- From Sea to Shining Star (1990), posmrtně vydaný reprezentativní výbor.

### CyklusOkrajové světy
Cyklus se odehrává v prostředí nezmapovaného vesmíru za okrajem lidmi osídlené galaxie a obsahuje dobrodružné příběhy ve stylu klasické space opery. Nejprve byl hrdinou cyklu hvězdný kapitán Derek Claver, ale později se hlavní vypravěčskou linií cyklu staly příběhy důstojníka Johna Grimese. Nejprve sledujeme jeho kariéru ve službách Federální průzkumné služby a pak jeho osudy v Námořních službách Okrajových světů. Celý cyklus využívá podobnosti neznámého vesmíru s dříve neprozkoumanými pozemskými oceány a tím se přímo hlásí k námořním románům C. S. Forestera. Cyklus se skládá z těchto románů a povídek:
- The Rim of Space (1961), román jehož hlavním hrdinou je hvězdný kapitán Derek Claver.
- Rendezvous on a Lost World (1961), román, roku 1981 pod názvem When the Dream Dies.
- Bring Back Yesterday (1961), román.
- The Ship From Outside (1963), román vzniklý rozšířením povídky The Outsiders (1959).
- Beyond the Galactic Rim (1963), sbírka čtyř povídek vyšlých v různých časopisech roku 1959: Forbidden Planet, Wet Paint, The Man Who Could Not Stop a The Key.
- Rimghost (1967), povídka.
- Catch the Star Winds (1969), román.
- Up to the Sky in Ships (1982), sbírka sedmi povídek vyšlých dříve v různých časopisech: Haunt (1950), Drift (1957), Ghost (1957), Planet of III Repute (1958), Chance Encounter (1959), The Unharmonious Word (1960) a A New Dimension (1981).
- Příběhy Johna Grimese jako důstojníka Federální průzkumné služby:
  - The Road to the Rim (1967, Cesta na Okraj), román, ve kterém je John Grimes právě jmenován důstojníkem Federální průzkumné služby.
  - False Fatherland (1968), román, roku 1969 jako Spartan Planet, za tento román získal autor cenu Ditmar.
  - To Prime the Pump (1971, Studna duší), román.
  - The Hard Way Up (1972), sbírka sedmi povídek s Johnem Grimesem vyšlých dříve v různých časopisech: The Subtracter (1969), The Tin Messiah (1969), The Sleeping Beauty (1970), The Wandering Buoy (1970), The Mountain Movers (1971), What You Know (1971), With Good Intentions (1972).
  - The Inheritors (1972).
  - The Broken Cycle (1975).
  - The Big Black Mark (1975), za tento román získal autor cenu Ditmar.
- Osudy Johna Grimese poté, co rezignoval na svou funkci ve Federální průzkumné službě a ještě nebyl občanem Okrajových světů.
  - The Far Traveller (1977), román.
  - Star Courier (1977), román.
  - To Keep The Ship (1978), román.
  - Matilda's Stepchildren (1979), román.
  - Star Loot (1980), román.
  - The Anarch Lords (1981), román.
  - The Wild Ones (1984), román.
  - The Last Amazon (1984), román.
- Příběhy Johna Grimese poté, co vstoupil do Námořních služeb Okrajových světů.
  - Into the Alternate Universe (1964).
  - Contraband from Other Space (1967)
  - The Rim Gods (1969), sbírka čtyř povídek vydaných v roce 1968: The Rim Gods, The Bird-Brained Navigator, The Tin Fishes a Last Dreamer.
  - Alternate Orbits (1971), roku 1979 jako The Commodore at Sea, sbírka čtyř povídek: Hall of Fame" (1969), The Sister Ships (1971), The Man Who Sailed the Sky (1971) a The Rub (1970).
  - The Dark Dimensions (1971).
  - The Gateway to Never (1972).
  - The Way Back (1976).

## Další romány
- The Hamelin Plague (1963).
- The Deep Reaches of Space (1964), román vznikl rozšířením povídky Special Knowledge z roku 1946.
- Glory Planet (1964).
- The Coils of Time (1964), první část dvojdílné série Christopher Wilkinson.
- The Alternate Martians (1965), druhá závěrečná část dvojdílné série Christopher Wilkinson.
- Empress Irene, space opera, trilogie:
  - Empress of Outer Space (1965),
  - Space Mercenaries (1965),
  - Nebula Alert (1967).
- The Sea Beasts (1971).
- The Bitter Pill (1974), v románu, který vznikl rozšířením stejnojmenné povídky z roku 1970 a za který autor získal cenu Ditmar, je popsána snaha zbavit Mars vlivu totalitní dystopie panující na Zemi.
- Kelly Country (1983), popis překvapivých vedlejších účinků při cestování nadsvětelnou rychlostí.
- Frontier of the Dark (1984)

## Česká vydání

### Povídky
- Polovina páru, povídka vyšla v magazínu Čtení 1969, číslo 5 a ve fanzinu Pulsar č.3, SFK Pulsar, Štětí 1988, přeložil Tomáš Ryšánek.
- Klec, povídka vyšla v časopise Zápisník 1983, číslo 21.
- Spící netvor, povídka vyšla v časopise Ikarie 1993/06, přeložil Ivan Adamovič.

### Romány
- Cesta na Okraj, Wales, Praha 2004, přeložil P. Musiol.
- Studna duší, Wales, Praha 2004, přeložil P. Musiol.